# Entoloma hebes
Entoloma hebes är en svampart som först beskrevs av Henri Romagnesi, och fick sitt nu gällande namn av Trimbach 1981. Entoloma hebes ingår i släktet Entoloma och familjen Entolomataceae.  Arten är reproducerande i Sverige. Inga underarter finns listade i Catalogue of Life.

## Källor

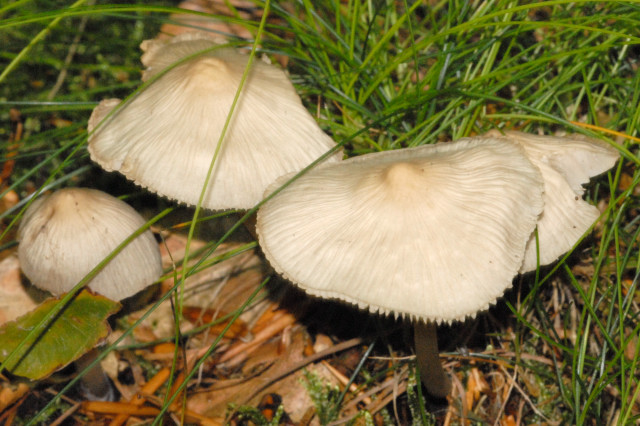
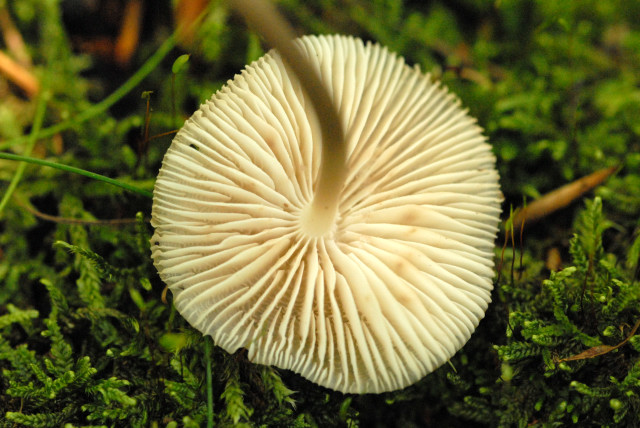